# Andrea Gamarnik
Andrea Gamarnik, née en 1964 à Buenos Aires, est une biochimiste argentine spécialisée dans la virologie moléculaire.

## Biographie
Elle fait ses études à l'Université de Buenos Aires et à l'Université de Californie à San Francisco. Elle travaille actuellement à Buenos Aires au Leloir Institute. 
Andrea Gamarnik est la première femme argentine à faire partie de la société américaine de microbiologie. En 2016, elle reçoit le prix L'Oréal-Unesco pour les femmes et la science pour ses recherches sur les virus transmis par les moustiques, plus particulièrement le virus de la dengue et le virus Zika,,. 
En 2016, lorsque Garmanik reçoit son prix, elle déclare que la science a besoin de davantage de femmes, pour diversifier les points de vue et les réponses qui peuvent être apportées aux problèmes scientifiques. Le manifeste Women in Science a été lancé lors de la clôture de ce prix .

## Recherches
Les études en laboratoire menées par Andrea Gamarnik et son équipe, portent sur la compréhension du fonctionnement du génome viral, en tenant compte du fait qu'il s'agit d'une molécule dynamique qui modifie sa conformation dans les différents processus viraux. Le laboratoire utilise la génétique inverse et la manipulation de clones infectieux en les associant à des études biochimiques. Les projets de recherche et les publications sont présentés dans Molecular Virology du Leloir Institute.
Les travaux de Gamarnik sur la dengue portent sur la façon dont ces virus répliquent, comment leur prolifération pourrait être contrôlée, afin de permettre à la communauté scientifique de créer des antiviraux ou des vaccins. La dengue tue environ 20 000 personnes chaque année, surtout des enfants. 